# Orry-la-Ville
Orry-la-Ville é uma comuna francesa na região administrativa de Altos da França, no departamento de Oise. Estende-se por uma área de 12.1 km². Em 2010 a comuna tinha 3 425 habitantes (densidade: 283,1 hab./km²).